# Hieracium pseudopilosella
Hieracium pseudopilosella là một loài thực vật có hoa trong họ Cúc. Loài này được (Ten.) Nägeli & Peter mô tả khoa học đầu tiên.